# Vilhjálmur Finsen
Vilhjálmur Finsen (* 7. November 1883; † 11. Oktober 1960) war ein isländischer Journalist und Diplomat.
Finsen gründete 1913 die Tageszeitung Morgunblaðið. Nach Aufnahme diplomatischer Beziehungen zwischen Island und der Bundesrepublik Deutschland war er von 1952 bis 1955 der erste Gesandte der Republik Island in Bonn.

## Ehrungen
- 1944: Kommandeur mit Stern des Falkenordens
- 1955: Großes Verdienstkreuz mit Stern und Schulterband des Verdienstordens der Bundesrepublik Deutschland
- 1955: Großkreuz des Verdienstordens der Bundesrepublik Deutschland